# Lista siturilor arheologice din județul Satu Mare - U
Lista siturilor arheologice din județul Satu Mare - U conține toate siturile arheologice din județul Satu Mare înscrise în Repertoriul Arheologic Național (RAN) și aflate în localități al căror nume începe cu litera U. RAN este administrat de Ministerul Culturii și Patrimoniului Național și cuprinde date științifice, cartografice, topografice, imagini și planuri, precum și orice alte informații privitoare la zonele cu potențial arheologic, studiate sau nu, încă existente sau dispărute.
Puteți căuta un sit din localitățile care încep cu litera U folosind formularul de mai jos sau puteți naviga prin toate siturile din județ la Lista siturilor arheologice din județul Satu Mare.
| Cod RAN                                   | Denumire | Localitate                    | Adresă             | Datare          | Descoperit | Coordonate                                  | Imagine           | Erori            |
| ----------------------------------------- | --- | ----------------------------- | ------------------ | --------------- | ---------- | ------------------------------------------- | ----------------- | ---------------- |
| 139269.01.01 (Cod LMI: SM-I-m-B-05200.03) | Situl arheologic de la Urziceni - "Vade Ret" (Vamă) / ansamblu anonim (Categorie: locuire) (Tip: Așezare)          | sat Urziceni, comuna Urziceni | Vade Ret (Vamă)    | Pișcolt         |            | 47°44′48″N 22°23′42″E / 47.74667°N 22.395°E | Încărcați imagine | Raportați eroare |
| 139269.01.02 (Cod LMI: SM-I-m-B-05200.02) | Situl arheologic de la Urziceni - "Vade Ret" (Vamă) / ansamblu anonim (Categorie: locuire) (Tip: Așezare)          | sat Urziceni, comuna Urziceni | Vade Ret (Vamă)    |                 |            | 47°44′48″N 22°23′42″E / 47.74667°N 22.395°E | Încărcați imagine | Raportați eroare |
| 139269.01.03 (Cod LMI: SM-I-m-B-05200.01) | Situl arheologic de la Urziceni - "Vade Ret" (Vamă) / ansamblu anonim (Categorie: locuire) (Tip: Necropolă)        | sat Urziceni, comuna Urziceni | Vade Ret (Vamă)    |                 |            | 47°44′48″N 22°23′42″E / 47.74667°N 22.395°E | Încărcați imagine | Raportați eroare |
| 139269.01.04 (Cod LMI: SM-I-s-B-05200)    | Situl arheologic de la Urziceni - "Vade Ret" (Vamă) / ansamblu anonim (Categorie: locuire) (Tip: Necropolă)        | sat Urziceni, comuna Urziceni | Vade Ret (Vamă)    | Bodrogkeresztur |            | 47°44′48″N 22°23′42″E / 47.74667°N 22.395°E | Încărcați imagine | Raportați eroare |
| 139269.02.01                              | Așezarea neolitică de la Urziceni - "La Pășune" / ansamblu anonim (Categorie: locuire civilă) (Tip: Locuire)       | sat Urziceni, comuna Urziceni | La Pășune          | Pișcolt         |            |                                             | Încărcați imagine | Raportați eroare |
| 139269.03.01                              | Așezarea neolitică de la Urziceni - "Liziera Pădurii" / ansamblu anonim (Categorie: locuire civilă) (Tip: Locuire) | sat Urziceni, comuna Urziceni | Liziera Pădurii    |                 |            |                                             | Încărcați imagine | Raportați eroare |
| 136759.01.01                              | Așezărea eneolitică la Unimăt- Bâlboci, Sechereșa / ansamblu anonim (Categorie: locuire civilă) (Tip: Așezare)     | sat Unimăt, comuna Acâș       | Bâlboci, Sechereșa | Tiszapolgár     |            |                                             | Încărcați imagine | Raportați eroare |